# Ордівка (станція)
Ордівка — проміжна залізнична станція 5-го класу Харківської дирекції Південної залізниці на лінії Мерефа — Берестин між зупинними пунктами Платформа 8 км (2 км), Джгун (4 км) та  станціями Мерефа (10 км) й Водолага (10 км). Розташована в селі Ватутіне Харківського району Харківської області.

## Історія
Будівництво дільниці Мерефа — Костянтиноград розпочато у 1913 році, а завершено — у 1926 році. У 1932 році  відбулося  відкриття роз'їзду Ордівка на лінії Мерефа — Дніпро, який налічував на той час лише дві колії. Було встановлено вагончик з постом ЕЦ та станційним господарством, використовувалась жезлова система зв'язку.
У 1933 році разом зі спорудженням хлібної бази побудована нова станційна будівля.
Після Другої світової війни станція була відновлена, а 1949 року жезлова система була замінена системою напівавтоматичного блокування Наталевича. У 1950 році частина перегону між Мерефою та Ордівкою (завдовжки 4 км) було обладнано автоблокуванням.
Через станцію проходив значний вантажопотік, через що її з роз'їзду перетворено на вантажну станцію 4-го класу, а згодом  — 3-го класу. Також через неї прямували пасажирські поїзди до станції Дніпро-Головний.
З листопада 1974 року, після електрифікації станції та всієї дільниці Мерефа — Власівка, розпочався рух приміських електропоїздів.
Наразі станція належить до 5-го класу, оскільки обсяги вантажопотоку значно зменшились. У 2010 році навантаження вагонів не відбувалось, а вивантажено було 800 вагонів.
На станції працює 15 осіб.

## Пасажирське сполучення
На станції Ордівка зупиняються приміські поїзди сполученням Харків — Берестин.

## Галерея

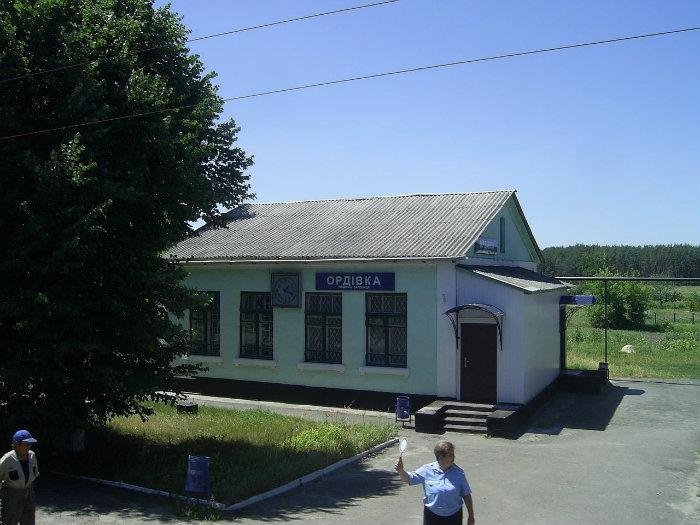
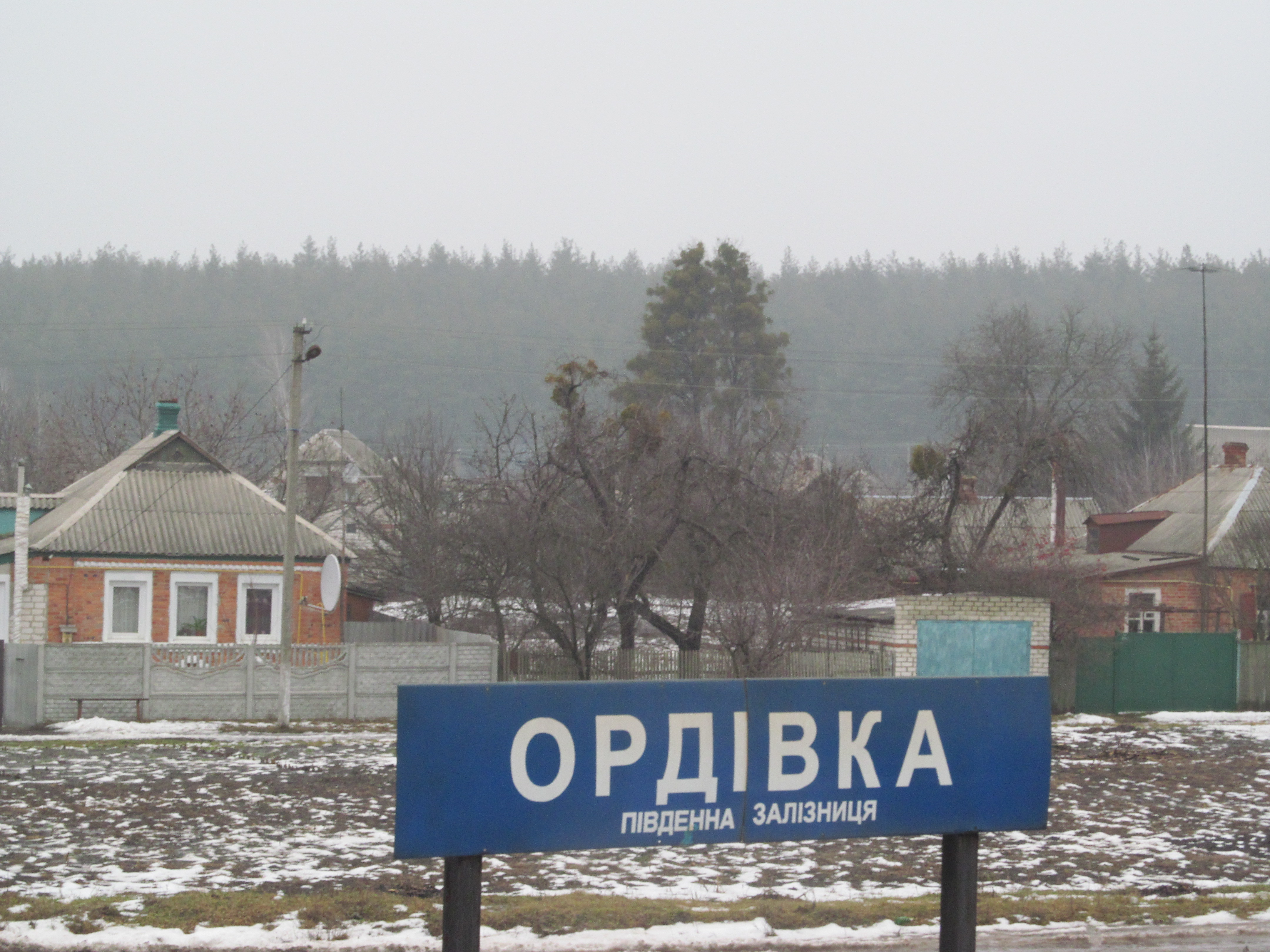